# Beate Honsell-Weiss
Beate Honsell-Weiss (geb. Honsell; * 1. Juni 1952 in Konstanz) ist eine deutsche bildende Künstlerin.

## Leben
Beate Honsell wuchs in Konstanz auf, wo sie von 1959 bis 1963 die Grundschule in Konstanz-Allmannsdorf und anschließend das Ellenrieder-Gymnasium besuchte. 1972 schloss sie als 3. Landessiegerin Baden-Württemberg im Fotografenhandwerk ab und zog anschließend nach West-Berlin. In den Jahren 1972 bis 1975 arbeitete sie saisonweise am Schillertheater (West-Berlin), wo sie unter anderem Samuel Beckett und Thomas Bernhard begegnete. 1973 reiste sie in einem Citroën 2CV nach Indien und Nepal mit Helmut-Ulrich Weiss. Es entstanden gemeinsame freie bildjournalistische Arbeiten für Agenturen, Tageszeitungen und Zeitschriften, wie das Fotomagazin. 1976 erfolgte die Heirat mit H.-U. Weiss.
Von 1975 bis 1980 studierte Honsell-Weiss an der Hochschule der Künste Berlin-West bei Joachim Dunkel und Helmut Lortz. 1981 wurde sie zur Meisterschülerin ernannt. In diese Zeit fällt die zweite und dritte mehrmonatige Reise mit dem 2CV über Türkei, Syrien, Iran und Afghanistan 1976/1978. Von 1982 bis 1985 studierte Beate Honsell-Weiss Ethnologie und Religionswissenschaften an der Freien Universität Berlin. Regelmäßig führte sie im Rahmen des Wannseeforums Projekte mit Jugendlichen durch, so zum Beispiel mit Preisträgern des Deutschen Jugendfotopreises oder eine Reise „Carnet de voyage“ mit Aktion Sühnezeichen Friedensdienste nach Polen, Auschwitz und Majdanek. 1985/86 war sie Gastdozentin für Kunst und Kulturarbeit an der Hochschule der Künste Berlin-West und von 1987 bis 1991 Lehrbeauftragte.
Ab 1982 hielt sie sich regelmäßig zusammen mit H.-U. Weiss in Südfrankreich auf. An seinen Filmen war sie in unterschiedlichen Funktionen, zum Beispiel für Kostüm und Ausstattung bei La Traction Avant, beteiligt. Ab 1988 kam es zur wiederholten Zusammenarbeit mit der Galeristin Françoise Courtiade in Toulouse und zu Ausstellungen in der Region. Nach einem mehrstufigen Wettbewerb gewann Honsell-Weiss 1991 als einzige Frau neben 14 Künstlern die künstlerische Gestaltung der Station Basso Cambo der ersten Toulouser U-Bahnlinie. Ihr Kunstwerk Signes Lumineux (1993) an der Station Basso Cambo „[ergänzt] den funktionalen Raum einer Metrostation um einen erfundenen Raum von drei weithin sichtbaren Zeichen“.
Neben ihrer künstlerischen Arbeit setzte Honsell-Weiss auch ihre Dozententätigkeit fort. In den Jahren 1991 und 1992 war sie Lehrbeauftragte an der Fachhochschule Potsdam, ab 1996 arbeitete sie in verschiedenen Projekten mit der Académie de Toulouse zusammen: so zum Beispiel „hors cadre“ oder „Kunst auf Deutsch“ mit Gymnasiasten im Rahmen der Classe Européenne am Gymnasium Pierre-Paul Riquet in Muret. Gefördert von Jeunesse pour l’Europe war sie für die Mitorganisation und Durchführung von künstlerischen Sommerwerkstätten in Berlin verantwortlich. 1998/99 war sie als Gastdozentin an die ESAV der Université de Toulouse-Le Mirail eingeladen.
Seit 2001 lebt sie mit H.-U. Weiss in Bouillac (Tarn-et-Garonne). Von 2006 bis 2009 nahmen sie den an Alzheimer erkrankten Vater zu sich. Die intensive Auseinandersetzung mit der Krankheit spiegelt sich im Schaffen von Beate Honsell-Weiss wider. In ihren interaktiven Installationen Tapis Rouge in der Künstlerresidenz Maison Salvan in Labège ließ sie die Besucher nachempfinden, wie es sein muss, sich in einem sich „ständig ändernden raum-zeitlichen Kontinuum“ zurechtzufinden.
Seit 2012 leben Beate Honsell-Weiss und H.-U. Weiss jährlich mehrere Monate in Indien, Goa. Inspiriert vom Rhythmus und Klang der Nähmaschinen in Indien, arbeitete sie seit 2012 mit einer dieser Maschinen und fand die Fäden, „die die verschiedenen Kulturen und unsere Wurzeln verbinden.“ 2016 stellte sie in der Galerie Blandine Roques in Montauban Arbeiten, die vor Ort entstanden sind, mit Arbeiten der Warli, indigenen Künstlern, aus. 2017 stellte sie in The Cube Gallery in Moira, Goa, Fragments of an Universe aus, eine Bezugnahme auf die Usgalimal-Petroglyphen, die 1993 in Süd-Goa entdeckt wurden. Weiterentwicklungen dieser Ausstellung realisierte sie 2018 in der Galerie Le Frigo und mit einer Installation für die Vitrine 55 rue Croix Verte in Albi. Eine Erweiterung des Themas folgte in einer Ausstellung 2018 in Zusammenarbeit mit Anastasija Bräuniger, dem Flugwerk Ensemble und der Grupo Oito in Berlin.

## Rezeption
Die meist für den konkreten Ausstellungsort geschaffenen Installationen von Beate Honsell-Weiss ließen sich „weder durch Dokumentation noch durch mediale Vermittlung angemessen rezipieren“, gab Brigitte Hammer bereits 1988 anlässlich der Ausstellung Kunststück Farbe im ehemaligen Berliner Diplomatenviertel zu Bedenken. Der aufgestellte „Vorhang“ aus 51 Rundstahlstäben von 380 cm Länge bot durch die nachts mit Schwarzlicht angeleuchteten blauen Acrylglasstäbe an den Spitzen sowohl eine Tag-, als auch eine Nachtansicht. Er werde damit „nur in und durch die Zeit erfahrbar.“
Stahl und Acrylglas kommen in Honsell-Weiss‘ Skulpturen und Installationen wiederholt zum Einsatz. In ihrer Arbeit Pater Noster, einer meterlangen Stahlrohrkonstruktion in der Galerie „Lebendiges Museum“, trugen Plexiglasflächen Miniatur-Figuren, mit denen Alltagsszenen nachgestellt wurden. Ebenda schwebten 1993 kleine Plexiglashäuschen durch den Raum: Es sei „die Faszination von Guckkasten, altem Märchenzauber und fröhlicher Weisheit“, die die Blicke der Zuschauer auf den Beitrag lenke, schrieb Uta Klingbeil in Der Nord-Berliner.
Pierre Rey wies in der Publikation Quinze artistes dans le métro 1993 auf ein weiteres Merkmal von Honsell-Weiss‘ Kunst hin: „Ihr Werk konzentriert sich auf eine primitive, aber universale Spiritualität.“ Rey führte als Beispiel die erste Einzelausstellung Honsell-Weiss‘ bei der Galeristin Françoise Courtiade 1989 in Toulouse an. Sie war den griechischen Göttergestalten Uranus und Gaia gewidmet. „An diesen Affinitäten zwischen dem Know-how der Künstlerin und der Weisheit der Reisenden arbeitet Beate Honsell-Weiss heute.“ Auf die Beziehung von Werk und Raum ging Rey in seiner Betrachtung der Signes Lumineux ein. Er betonte die identitätsstiftende Wirkung des Kunstwerks, indem er betonte, dass die Endstation der Toulouser Metro Basso Cambo ohne die Intervention der Künstlerin ein „Nicht-Ort“ geblieben wäre.
Ein weiteres Kunstwerk im öffentlichen Raum, die Escala de la vida (1995), ist in der katalanischen Gemeinde Calaf bei Barcelona in Spanien installiert. Antoni Fontiner von der Wochenzeitung La Veu de l'Anoia schrieb dazu: „Mit drei separaten Treppensegmenten, die am Ende auf den steilen Absturz von oben hinweisen, behandelt Beate Honsell-Weiss ein uraltes Thema der Kunstgeschichte – die Lebenstreppe –, um drei unbestimmte Phasen des physischen und geistigen Lebens des Menschen zu beschwören. Beate Honsell-Weiss ist Künstlerin, die viel in Indien, Pakistan und anderen Ländern gereist ist und sich derzeit mit einem besonderen Feingefühl ausdrückt. Sie gehört zu jenen, die – wenn sie reden – etwas zu sagen haben.“
In den Ausstellungsräumen des Espace Ecureuil, am Place du Capitole in Toulouse richtete Beate Honsell-Weiss im Jahr 2000 ihre Ausstellung MM ein. Über die Wände mehrerer Säle hinweg brachte sie ein Fries von 50 Zentimeter Höhe an, das einen Blick weit über 2000 Jahre Christentum hinaus reflektierte. Auch hier habe sie „eine innige Verbindung mit dem Ort“ erzeugt, „der in Resonanz mit der Arbeit agiert“, hebt Nicole Zimmermann von La Gazette du Midi hervor. Denn neben weiteren für den Ort geschaffenen Installationen nahm Honsell-Weiss auch die dort befindlichen Säulen auf, indem sie sie abformte und fragmentarisch in Blei nachfertigte. Frédérique Boitel schrieb 2000 anlässlich der Ausstellung MM: „Über das Werk von Béate Honsell-Weiss heißt es, sie ‚szenografiert Orte der Kunst‘. Die hier präsentierte Arbeit erneuert diese Neugier auf die Welt und was sie ausmacht. [...] Und wir finden ‚das Erstaunen angesichts der Welt‘, von dem die Philosophen sprechen.“ Die Künstlerin selbst begründete das Arbeiten mit Blei in einem Interview der Zeitschrift Parcours des Arts 2007 damit, dass es sowohl formbar als auch „hartnäckig“ sei und zum Auseinanderbrechen neige. Es reize sie, nicht in vollem Umfang Meisterin der Formen zu sein, die sie kreiere. Das treffe in extremer Weise auch auf Polyurethanschaum zu, dessen Gestalt nicht zu beherrschen sei. Arlette Malié schrieb 2006 für die Ausstellung Lieux et Univers in St. Lizier: „Diese energetischen Ausdehnungen (blaue Sphären aus Polyurethan) sind sich ‚entwickelnde Formen‘, die sowohl – ganz in der Linie von Joseph Beuys – eine Aufmerksamkeit für die Energien der Natur, die Suche des Menschen auf dem Weg der Transformation durch die Kunst und durch das Ritual zu wecken scheinen und schließlich die Fähigkeit besitzen, den Künstler selbst zu verwandeln.“
Das vielseitige Schaffen Beate Honsell-Weiss‘ resümierte Britta Schmitz, Kustodin an der Neuen Nationalgalerie, 1994 so: „[Sie] läßt sich mit ihren Arbeiten nicht eindeutig festlegen. Sie möchte eine große Offenheit, ohne ins Beliebige abzugleiten. [...] Sicher ist durchgängig, daß sie in ‚Räumen‘ denkt, am Raum arbeitet, daß ihr der Ort immer als Bezugspunkt dient.“

## Ausstellungen

### Einzelausstellungen
- 1989: Galerie Françoise Courtiade, Toulouse
- 1993: Galerie Françoise Courtiade, Toulouse
- 1993: Orte und Räume; Galerie am Scheunenviertel, Berlin
- 1996: Petitesse et grand horizons, Installation in situ, Théâtre de Montauban
- 1996: Sans titre, Installation in situ und Skulpturen im gesamten Dorf Calvignac
- 1998: Huit marches bleu = ESCALIER, Installation in situ und Konferenz, CIAM, Toulouse
- 1998: Sichten-Sichtbar-Unsichtbar, Installation, Galerie am Scheunenviertel, Berlin
- 2000: MM, Installationen in situ, Espace Écureuil, Toulouse
- 2000: Transpositions, Installationen in situ, Centre d'Art Contemporain im Kloster Beaulieu-en-Rouergue in Ginals
- 2002: Tribalisation Installation, Otto-Nagel-Galerie, Berlin
- 2003: Flügel und Formationen, Installation in situ, Galerie 35, Berlin
- 2003: C’est qu’une goutte d’eau, Installation mit Ton, Chapelle de la Baroquerie, Albi
- 2005: Nature morte, Installation auf dem Platz des alten Waschhauses, Künstler-Residenz Art’Out, Arrout
- 2006: Univers et Lieux, Installationen in situ, Palais des Evêque et Cloître de Saint-Lizier
- 2008: Tapis Rouge, Installationen in situ in der Künstlerresidenz Maison Salvan, Labège
- 2008: Two works for Jonny Liesegang, Installationen in situ, Galerie Mastul, Berlin
- 2011: Transmutation, 3 Installationen in situ, Larressingle, Chemin d'art en Armagnac
- 2011: Ligne bleu de travers, Installationen in situ, Jardin de Palais de Justice von Cahors
- 2016: Fugue, Galerie Blandine Roques mit Künstlern der Warli, Montauban
- 2017: Fragments of a Universe, The Cube Gallery, Moira, Goa, Indien
- 2018: Fragments of a Universe II, Ausstellung in der Galerie Le Frigo und eine Installation in der Vitrine 55 rue Croix Verte, Albi
- 2018: Fragments of an Universe, mit dem Flugwerk Ensemble und der Grupo Oito, Flugwerk, Berlin

### Gruppenausstellungen
- 1985: Ländliches und Städtisches Grün, Königskolonnaden, Berlin
- 1985: Female flashes, Diego Riviera Gallery, San Francisco
- 1986: Utopien, BBK-Jahresausstellung, Berlinische Galerie, Berlin
- 1988: Kunststück Farbe, Installation in situ, Neue Gesellschaft für Bildende Kunst, Berlin
- 1988: Sockel – Pater Noster, Installation in situ, Galerie Lebendiges Museum, Berlin
- 1988: Galerie Françoise Courtiade, Toulouse
- 1990: 10X10X10, Kunsthaus Wiesbaden
- 1990: Geh-Bogen, Installation in situ, Galerie Lebendiges Museum, Berlin
- 1992: Transfer, Galerie Lebendiges Museum, Berlin
- 1993: Les Couleurs du Métro, Kulturzentrum von Aérospatiale, Toulouse
- 1994: Vorort International, Künstlerhaus E43, Berlin
- 2000: Bâtimage, fünfzehn europäische Künstler, Saint-Paul-de-Baïse
- 2001: Transmutation transitoire, Installation in situ für die Ausstellung Traversale, Lectoure
- 2003: Des ailes et de la formation, Installation in situ, Pati Llimona, Barcelona
- 2006: apostrophos – aposttrophê, Installation für die Ausstellung Heimweh, Otto-Nagel-Galerie, Berlin
- 2009: Glissements, Zwei Installationen in situ, Grenier du Chapître, Cahors
- 2011: Banquet d'Elfes, Jardin des paradis, Cordes-sur-Ciel
- 2012: Mes Moires au Mirail, Centre d'Initiatives Artistiques de l'Université de Toulouse II le Mirail, Toulouse
- 2012: Auz‘ Arts Citoyens !, Auzeville-Tolosane
- 2016: 10 ans, 75 artistes, Maison Salvan, Labège
- 2019: Healing Blankets, Mexiko-Stadt und 2020 virtuell von SPARCinLA[24]; 2022 im Centro Regional de las Artes de Michoacán, Zamora de Hidalgo, Mexiko; 2023 Museo Regional Querétaro, Santiago de Querétaro

## Kunst im öffentlichen Raum
- 1993: Signes Lumineux, internationaler Wettbewerb für 15 Stationen der Métro Toulouse, Station Basso Cambo, Toulouse
- 1995: Escala de la Vida, internationales Bildhauertreffen, Calaf (Provinz Barcelona)